# Richard Adjei
Pour les articles homonymes, voir Adjei.
Richard Adjei, né le 30 janvier 1983 à Düsseldorf et mort le 26 octobre 2020, est un bobeur allemand. Il est également un joueur de Football américain.
Adjei est décédé le 26 octobre 2020 d'une crise cardiaque à l'âge de 37 ans.

## Palmarès

### Jeux Olympiques
- Médaille d'argent en bobsleigh à deux aux Jeux olympiques d'hiver de 2010 de Vancouver.
- 4een bobsleigh à quatre aux Jeux olympiques d'hiver de 2010 de Vancouver.

### Championnats monde
- Médaille d'or en bobsleigh à deux en 2011 à Königssee

### Coupe du monde
- 6 podiums  : 
  - en bob à 2 : 1 victoire.
  - en bob à 4 : 2 victoires et 2 troisièmes places.
- 1 podium en équipe mixte : 1 victoire.

#### Détails des victoires en Coupe du monde
| Édition   | Bob à 2   | Bob à 4         |
| 2009-2010 | Königssee |                 |
| 2010-2011 |           | Igls Winterberg |